# IC 5144
IC 5144 — галактика типу SB () у сузір'ї Пегас.
Цей об'єкт міститься в оригінальній редакції індексного каталогу.